# Viking (film, 2022)
Pour plus de détails, voir Fiche technique et Distribution.
Viking, ou On dirait la planète Mars en France, est un film québécois réalisé par Stéphane Lafleur sorti en 2022 et mettant en vedette Steve Laplante, Larissa Corriveau et Fabiola Nyrva Aladin.
Le film obtient la cote 2 (Remarquable) attribué par l'agence de presse cinématographique québécoise Mediafilm. Il devient le 10e long métrage québécois à obtenir cette cote.

## Synopsis
Un groupe de cinq personnes est recruté par la firme Viking pour prévenir les problèmes interpersonnels que pourraient éventuellement rencontrer les cinq astronautes qui sont envoyés dans la première expédition habitée sur Mars. Les cinq personnes sont choisies parce que leurs personnalités ressemblent à celles des astronautes.

## Fiche technique
Source : IMDb et Films du Québec
- Titre original : Viking
- Titre en France : On dirait la planète Mars
- Réalisation : Stéphane Lafleur
- Scénario : Stéphane Lafleur, Eric K. Boulianne
- Musique : Organ Mood, Christophe Lamarche-Ledoux, Mathieu Charbonneau
- Costumes : Sophie Lefebvre
- Maquillage : Marie-Josée Galibert
- Coiffure : Vincent Dufault
- Photographie : Sara Mishara
- Son : Pierre Bertrand, Sylvain Bellemare, Bernard Gariépy Strobl
- Montage : Sophie Leblond
- Production : Kim McCraw, Luc Déry
- Société de production : micro_scope
- Sociétés de distribution : Les Films Opale
- Pays de production :  Canada
- Langue originale : français
- Format : couleur — 35 mm — format d'image : 1,85:1
- Genre : comédie dramatique et science-fiction
- Durée : 104 minutes
- Dates de sortie :
  - Canada : 12 septembre 2022 (première au Festival de Toronto) ; 30 septembre 2022 (sortie en salles au Québec)
  - Belgique : 3 octobre 2022 (Festival de Namur)
  - France : 2 août 2023

## Distribution
- Steve Laplante : David, alias « John Shepard »
- Larissa Corriveau : Marie-Josée, alias « Steven »
- Fabiola Nyrva Aladin : « Janet Adams »
- Hamza Haq (en) : « Gary »
- Denis Houle : « Liz »
- Marie Brassard : Christiane Comte
- Martin-David Peters : Jean-Marc
- Marie-Laurence Moreau : Isabelle, l'épouse de David
- Rémi-Pierre Paquin : Éric
- Christopher Heyerdahl : Roy Walker
- Eric K. Boulianne : un ami de David lors de son repas d'adieu
- Eric Davis : le vrai John Shepard
- Frank Marrs : le vrai Steven (crédité Francis Lamarre)
- Adrianne Richards : la vraie Janet Adams
- Kevin Sin : le vrai Gary
- Mélanie Elliott : la vraie Liz

## Distinctions
- Vevey International Funny Film Festival 2022 : VIFFF d'or[3]
- Utopiales 2022 : Grand prix du jury des Utopiales[4]
- Festival international du film de Toronto 2022 : Canada's Top Ten (en)[5]
- Prix Écrans canadiens 2023 : meilleure direction photographique (en) : Sara Mishara [6]
- Fantafestival 2023 : Meilleur film[7]
- Gala Québec Cinéma 2023, 18 nominations et 11 récompenses, dont : 
  - prix Iris du meilleur film[8]
  - prix Iris du meilleur scénario : Stéphane Lafleur et Éric K. Boulianne (en)[9]
  - prix Iris de la meilleure réalisation : Stéphane Lafleur[9]
  - prix Iris du meilleur acteur : Steve Laplante